# Instituto de Estudios de Iberoamérica y Portugal
El Instituto de Estudios de Iberoamérica y Portugal (en su antigua denominación) o actualmente Instituto de Iberoamérica es el centro de investigación y docencia sobre América Latina de la Universidad de Salamanca. 

## Historia
Creado en 1992 como continuación del Foro de Iberoamérica, estuvo durante sus primeros años alojado en la Torre de Abrantes, hasta su traslado en 2006 a la Hospedería de Fonseca, edificio que albergó la XV Cumbre de Jefes de Estado y Gobierno de Iberoamérica. En 1998, un acuerdo entre la Universidad de Valladolid, la de Salamanca y el gobierno regional hizo posible la transformación del Instituto en Interuniversitario. Esta característica fue eliminada con la separación de Valladolid en 2010. A partir de ese año el Instituto se denomina, simplemente, Instituto Universitario de Iberoamérica y depende en exclusiva de la Universidad de Salamanca.

## Actividad
El Instituto alberga las cátedras Domingo F. Sarmiento de Estudios Argentinos, Andrés Bello, la Cátedra Chile, la cátedra indigenista José María Arguedas, la cátedra Costa Rica y la cátedra República Dominicana. En él se imparte el Posgrado Oficial (máster y doctorado) en Estudios Latinoamericanos de la Universidad de Salamanca y desde él se impulsa la edición de la revista científica América Latina Hoy (incluida en los principales índices internacionales de ciencias sociales). Junto a otras tres Universidades europeas, la Universidad Nouvelle Sorbonne París 3 (Francia), la de Viena (Austria) y la de Varsovia (Polonia), imparten el Máster Internacional en Estudios Latinoamericanos. También se imparten el Máster Interuniversitario en Cooperación Internacional al Desarrollo, en colaboración con la Universidad de Valladolid, la de León y la de Burgos y el Máster en Antropología Iberoamericana. 
Desde su creación, han ejercido como directores del Instituto los profesores Ángel San Juan (1992-1994), Manuel Alcántara Sáez (1994-2007), Miguel Carrera Troyano (2007-2012), Flavia Freidenberg (2012-2015) y Mercedes García Montero (2015-hoy).